# 小叶十大功劳
小叶十大功劳（学名：Mahonia microphylla），为小檗科十大功劳属下的一个种。其种加词microphylla，意为“小叶的”。